# Giro di Puglia 1988
Il Giro di Puglia 1988, diciassettesima edizione della corsa, si svolse dal 19 al 23 aprile 1988 su un percorso totale di 959,5 km, ripartiti su 5 tappe. La vittoria fu appannaggio dell'italiano Giuseppe Saronni, che completò il percorso in 24h22'41", precedendo il connazionale Franco Chioccioli e lo svizzero Stefan Joho.

## Tappe
| Tappa  | Data      | Percorso                       | km    | Vincitore di tappa | Leader cl. generale |
| ------ | --------- | ------------------------------ | ----- | ------------------ | ------------------- |
| 1ª     | 19 aprile | Lucera > Lucera                | 186,5 | Giuseppe Saronni   | Giuseppe Saronni    |
| 2ª     | 20 aprile | Troia > Cerignola              | 163   | Stefano Allocchio  | ?                   |
| 3ª     | 21 aprile | Cerignola > Santeramo in Colle | 205   | Stefan Joho        | ?                   |
| 4ª     | 22 aprile | Martina Franca > Ostuni        | 200   | Franco Chioccioli  | ?                   |
| 5ª     | 23 aprile | Ostuni > Martina Franca        | 205   | Adriano Baffi      | Giuseppe Saronni    |
| Totale | Totale    | Totale                         | 959,5 |                    |                     |

## Dettagli delle tappe

### 1ª tappa
- 19 aprile: Lucera > Lucera – 186,5 km

Risultati
| Pos. | Corridore           | Squadra   | Tempo    |
| ---- | ------------------- | --------- | -------- |
| 1    | Giuseppe Saronni    | Del Tongo | 4h47'14" |
| 2    | Maurizio Fondriest  | Alfa Lum  | s.t.     |
| 3    | Patrizio Gambirasio | Selca     | s.t.     |

| Pos. | Corridore        | Squadra   | Tempo |
| ---- | ---------------- | --------- | ----- |
| 1    | Giuseppe Saronni | Del Tongo | ?     |

### 2ª tappa
- 20 aprile: Troia > Cerignola – 163 km

Risultati
| Pos. | Corridore         | Squadra      | Tempo    |
| ---- | ----------------- | ------------ | -------- |
| 1    | Stefano Allocchio | Château d'Ax | 4h15'22" |
| 2    | Ettore Badolato   | Château d'Ax | s.t.     |
| 3    | Roberto Gaggioli  | Pepsi C.     | s.t.     |

### 3ª tappa
- 21 aprile: Cerignola > Santeramo in Colle – 205 km

Risultati
| Pos. | Corridore           | Squadra  | Tempo    |
| ---- | ------------------- | -------- | -------- |
| 1    | Stephan Joho        | Ariostea | 5h16'54" |
| 2    | Patrizio Gambirasio | Selca    | s.t.     |
| 3    | Marco Saligari      | Ariostea | s.t.     |

### 4ª tappa
- 22 aprile: Martina Franca > Ostuni – 200 km

Risultati
| Pos. | Corridore          | Squadra    | Tempo    |
| ---- | ------------------ | ---------- | -------- |
| 1    | Franco Chioccioli  | Del Tongo  | 4h44'53" |
| 2    | Giuseppe Petito    | Gis Gelati | a 1"     |
| 3    | Maurizio Fondriest | Alfa Lum   | s.t.     |

### 5ª tappa
- 23 aprile: Ostuni > Martina Franca – 205 km

Risultati
| Pos. | Corridore               | Squadra    | Tempo    |
| ---- | ----------------------- | ---------- | -------- |
| 1    | Adriano Baffi           | Gis Gelati | 5h18'25" |
| 2    | Daniele Asti            | Selca      | s.t.     |
| 3    | Gianbattista Bardelloni | Atala      | s.t.     |

## Classifiche finali

### Classifica generale
| Pos. | Corridore           | Squadra                | Tempo     |
| ---- | ------------------- | ---------------------- | --------- |
| 1    | Giuseppe Saronni    | Del Tongo-Colnago      | 24h22'41" |
| 2    | Franco Chioccioli   | Del Tongo-Colnago      | s.t.      |
| 3    | Stephan Joho        | Ariostea               | a 5"      |
| 4    | Giuseppe Petito     | Gis Gelati             | s.t.      |
| 5    | Maurizio Fondriest  | Alfa Lum               | a 6"      |
| 6    | Fabio Roscioli      | Ariostea               | a 8"      |
| 7    | Patrizio Gambirasio | Selca-Ciclolinea-Conti | s.t.      |
| 8    | Enrico Grimani      | Alba Cucine-Benotto    | a 10"     |
| 9    | Maurizio Vandelli   | Atala-Ofmega           | s.t.      |
| 10   | Giuseppe Calcaterra | Atala-Ofmega           | a 11"     |